# Trisetella didyma
Trisetella didyma är en orkidéart som först beskrevs av Carlyle August Luer, och fick sitt nu gällande namn av Carlyle August Luer. Trisetella didyma ingår i släktet Trisetella och familjen orkidéer. Inga underarter finns listade i Catalogue of Life.